# Vinacciano
Vinacciano is een plaats (frazione) in de Italiaanse gemeente Serravalle Pistoiese.